# رينو 5
رينو 5 سيارة من إنتاج مصنع السيارات الفرنسي رينو. وتصنف السيارة كـ سيارة صغيرة جدا. إصدار هذا الموديل جاء تعويضا لموديل رينو 4 وتلاه رينو كليو - رينو توينجو.
بدأ إنتاجها سنة 1972 واستمر إلى غاية سنة 1996.